# Marianne Hultman
Marianne Elisabet Hultman, född 1970 i Eriksfält i Malmö, är en svensk konsthistoriker, kurator och skribent. Hon är sedan 2022 chef för Nordnorsk kunstnersenter och Lofoten International Art Festival – LIAF i Lofoten.
Marianne Hultman var utställningsintendent på Norrköpings Konstmuseum 2002–2007, och chef för Oslo Kunstforening 2007–2022.

## Biografi
Hultman studerade på Stockholms universitet från 1989 och på Göteborgs universitet från 1992. 
Hultman var en av initiativtagarna till Föreningen organiserade curatorer i Sverige (FOCS) 2005 och ingick i dess första styrelse. Hon var en av initiativtagarna till Kunsthallene i Norge och mellan 2016 och 2018 var hon dess ordförande. Mellan 2018 och 2021 var hon ledare för Kulturrådets referensgrupp för Projektbidrag och verksamhetsstöd till utställningsarrangörer inom bild och form i Sverige.
Hon blev 2016 medlem av ett råd lett av det franska nationella nätverket för samtidskonsthallar d.c.a., Association française de développement des centres d'art contemporain, med syftet att etablera ett europeiskt nätverk för små och medelstora samtidskonstinstitutioner.
År 2018 var hon  en av fem gästkuratorer för Dak'Art i Senegal.
Hultman sitter från 2023 i styrelsen för Kunstsentrene i Norge (KiN).

## Kuratorgärning
2004 var hon kurator för den första utställningen om Experiments in Art and Technology (E.A.T). Utställningen "Teknologi för livet; Om Experiments in Art and Technology" visades på Norrköpings konstmuseum.
2008–2009 var Hultman en del av ett samarbetsprojekt med mål att etablera nätverk med afrikanska länder. Fem norska kuratorer samarbetade med fem kuratorer med bas i ett afrikanskt land för att producera utställningar för Oslo.
2015 tog Marianne Hultman initiativ till ett samarbete och utväxling mellan Oslo Kunstforening, Lilith Performance Studio i Malmö och Center for Contemporary Art, Lagos, Nigeria. “WATA don PASS; Looking West" var ett utbyte mellan Norden och Västafrika med fokus på performance. En grupp konstnärer från Norden reste till Lagos för en veckolång workshop med konstnärer från Västafrika. Samma år genomförde de fyra västafrikanska konstnärerna var sin monumentala performance på Lilith Performance Studio. Hultman organiserade även ett seminarium på Moderna Museet i Malmö med norska, svenska och västafrikanska forskare, kuratorer och konstnärer. Syftet med "WATA don PASS; Looking West' var att inleda en dialog om performancekonst, ett då relativt nytt fenomen i Västafrika, och ta temperaturen på den postkoloniala diskussionen i Sverige och Norge.
2016 var Hultman en av initiativtagarna till grupputställningen "Nordic Delights", som visades i Norge, Danmark, Sverige och Finland. Kuratorer var Hultman, Kristine Kern och Anne-Kaisa Rastenberger.
2017 inledde Hultman ett samarbete med Statsbygg, Nasjonalmuseet for kunst, arkitektur og design, Ultima Oslo Contemporary Music Festival, Dansens Hus, Ekebergparken och Biologisk-dynamic Forening, med ett antal sammanhängande verk och evenemang, vars kärna var utställningen "Letters Sent from Heaven" på Oslo Kunstforening med den experimentella japanska fysikern Ukichiro Nakayas fotografier av snökristaller och elektrostatiska urladdningar.
2018 kuraterade Hultman och Ýrr Jónasdóttir med Birta Guðjónsdóttir utställningen «Beirut, Beyrut, Beyrouth, Beyrout», som visades i Oslo, Ystad och Reykjavik.
2021 kuraterade Marianne Hultman och Helena Scragg «Noa Eshkol: Rules, Theory & Passion», den första stora retrospektiva utställningen i Norden med verk av Noa Eshkol. Utställningen visades på Oslo Kunstforening och Norrköpings konstmuseum.